# Důl Karolina
Důl Karolina je bývalý černouhelný důl na území statutárního města Ostravy.

## Historie
V Moravské Ostravě v blízkosti hotelu Palace byla založena roku 1842 Moravsko-ostravskou uhelnou společností kutací jáma, kterou již v roce 1843 odkoupil bankéř Salomon Mayer Rothschild. Ten důl pojmenoval Karolina podle své manželky Caroline. Na základě doložených nálezů uhelných slojí při hloubení jámy Karolína byly majiteli dolu uděleny propůjčky důlních měr 5. ledna 1844. V roce 1854 došlo k explozi důlních plynů, při které zahynulo 14 osob.
Roku 1864 byl ke Karolině připojen pomocný důl Antonín s větrní a vodní jámou. V roce 1870 byl důl Karolina spolu s koksovnou, dolem Antonín a dolem Šalomoun pronajat na 25 let nově vzniklé společnosti Uhelná důlní společnost a koksovna v Moravské Ostravě. V roce 1895 pronajaté doly přešly pod výkonnou složku Vítkovické kamenouhelné doly společnosti Vítkovické horní a hutní těžířstvo. V roce 1895 pak byla Karolina a Antonín organizačně převedeny pod důl Šalomoun a od té doby byl důl Karolina pouze pomocnou jámou. V roce 1913 byl povrch dolu elektrifikován a v roce 1914 uvedena do provozu nová těžní budova. 15. listopadu 1931 byla z důvodu krize zastavena těžba uhlí na dole Šalomoun a jámy Karolína a Šalomoun převedeny pod správu dolu Hlubina. Omezování těžby v důlním poli a nedostatek financí na prohloubení jámy přes 250 m mohutné bezeslojné pásmo pod jakloveckými slojemi, to byly důvody k ukončení činnosti dolu Karolina v roce 1933.

### Strojní vybavení
V roce 1859 byl na jámě Karolina hluboké 148 m instalován jednoválcový ležatý parní stroj s výkonem 40 HP. V roce 1871 byla jáma hluboká 189 m. V roce 1881 byl na těžní jámě instalován nový ležmý dvojitý (dvojčitý) parní těžní stroj. V roce 1897 byla jáma vyhloubena na konečnou hloubku 550,33 m. V roce 1928 byl v provozu elektrický těžní stroj Brown-Boweri o výkonu 370–500 HP vyroben v roce 1914. Těžní bubny měly průměr 2700 mm a šířku 1100 mm, lanovnice měly průměr 3000 mm. Rychlost jízdy 6 m/s s klecí pro dva vozíky. Počet osob v kleci 18, rychlost jízdy 6 m/s. Výška těžní věže vyrobené ve Vítkovických železárnách byla 18,3 m od ohlubně po střed lanovnic. Původní (údaj z roku 1884) těžní věž byla dřevěná o výšce 12,0 m s lanovnicí o průměru 3,5 m.

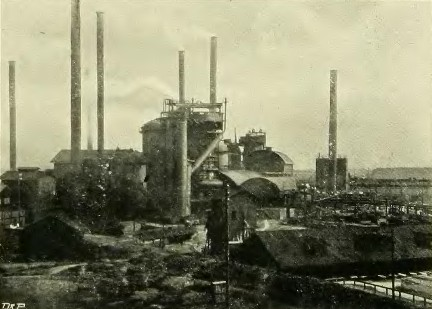
Žofinská huť (1911)

Větrání dolů Karolina a Šalomoun až do roku 1879 zajišťovala jáma Antonín. V roce 1878 byla zahájena výstavba nové větrné jámy Karolína v místě - dnes parčík před bankou ČSOB v Hollarově ulici. V roce byla větrná jáma o hloubce 118 m uvedena do provozu. Byla vybavená parním ventilátorem soustavy Rittinger vyrobeným ve Vítkovických železárnách. V roce 1891 byl instalován větrník soustavy Capell, které byly od roku 1906 poháněny elektrickými motory. V roce 1897 byl postaven záložní ventilátor. V roce 1897 byla jáma vyhloubena na konečnou hloubku 285,4 m. V roce 1928 byl v provozu větrník soustavy Hasbach vyroben ve Vítkovických železárnách z roku 1906, elektrický pohon AEG, Vídeň 75 m³/s a rezervní ventilátor Capell vyroben ve Vítkovických železárnách, z roku 1921, elektrický pohon Siemens-Suckert, Vídeň 61/78 m³/s.
Čerpání důlní vody bylo společné s dolem Šalomoun.
V roce 1928 bylo v provozu zařízení pro záplavku s výkonem 100 m³ za 8 hodin.

### Těžba
Byly dobývány jaklovecké sloje ostravského souvrství metodou pilířováním nebo směrným stěnováním. Sloje měly mocnost 50 až 110 cm s úklonem 7–16°. Uhlí bylo dobýváno z hloubky až 620 m. Proti těžbě uhlí pod městem se postavilo zastupitelstvo Moravské Ostravy, které dosáhlo omezení těžby a od roku 1887 bylo stanoven ochranný pilíř. Ten zakazoval dobývání uhlí v hloubkách 118–355,5 m a postupně blokoval těžbu uhlí v důlním poli dolu Karolina. Těžba uhlí probíhala až do roku 1910, poté došlo k převedení těžby na důl Šalomoun. V roce 1910 bylo zahájeno třídění uhlí na společné třídírně, která byla přenesena z dolu Karolina na důl Šalomoun. V roce 1933 byl důl zlikvidován a těžební jáma zasypána. Větrní jáma Karolina sloužila k větrání dolu Šalomoun.

### Doprava
K Vítkovickým železárnám od jámy Karolína byla vybudována S. M. Rothschildem železnice. Zahájení budování bylo v roce 1855, uvedení do provozu bylo 1. srpna 1856,přeprava uhlí byla pomocí koňských potahů. Záhy byla tato trať prodloužena až do Přívozu, délka trati 6 615 m. Od 1858 byl zaveden parní provoz. 1. března 1861 kupuje železnici Severní dráha císaře Ferdinanda.
Koksovna Karolina byla spojena úzkokolejnou dráhou se Žofinskou hutí a lanovou dráhou s dolem Terezie.

### Údaje o dolu Karolína
| Název           | druh jámy         | Založení | Hloubka [m] | Těžba                | Vytěženo                                   | Likvidace | Dobývací pole [ha] | Poznámka        | Zdroj  |
| --------------- | ----------------- | -------- | ----------- | -------------------- | ------------------------------------------ | --------- | ------------------ | --------------- | ------ |
| Karolina těžní  | těžní, vtažná     | 1842     | 550         | 1859–1910            | těžba vykazována společně s dolem Šalomoun | 1933      | 135                | 6 pater         | [ 12 ] |
| Karolina větrní | větrní            | 1878     | 285         |                      |                                            | 1969      |                    |                 | [ 12 ] |
| Antonín         | otvírková, větrní | 1846     | 193         | důl v otvírkové fázi | důl v otvírkové fázi                       | 1884      | 38,2               | 1 jáma, 3 patra | [ 12 ] |

### Koksovna Karolina
Důl přímo navazoval na koksovnu, elektrárnu, které byly vybudovány v místě Schüllerovy hutě, a Žofinskou huť. Koksovna, stojící poblíž od roku 1858, byla v provozu do roku 1982. Žofinská huť byla uzavřena v roce 1972 a elektrárna v roce 1974. Ještě do roku 1983 sloužila bývalá elektrárna jako teplárna pro zásobování Ostravy parou a teplou vodou. Zajímavostí byl samostatný chemický závod, který vznikl v roce 1926 z laboratorního provozu koksovny Karolina. Od roku 1953 byl označován jako Ostravit (podle důlní trhaviny). Produkoval řadu chemikálií, jejichž výroba byla ukončena v roce 1972.